# Skelde (Sønderborg Kommune)
Skelde (deutsch Schelde) ist ein dänisches Dorf, das zur Sønderborg Kommune an der Flensburger Förde gehört. Es liegt im Osten des Broager Landes und gehört zu Broager Sogn.

## Geschichte
Der Hintergrund der Ortsbenennung ist unklar. Der Grabhügel Skeldes bezeugt eine jahrtausende alte Siedlungstätigkeit. Der Grabhügel besteht aus drei Gräbern. Sein ältester Bestandteil stammt aus der Bauernzeit um 3500 vor Christus. Zwischen 1400 und 1200 vor Christus wurde er offenbar ausgebaut und so wiederbenutzt. Schon auf der Mejersche Landkarte von 1665 war „Schelde“ zu finden. Für das Jahr 1703 ist die Gründung einer Dorfschule in Schelde belegt. Schon 1872 war das Dorf Schelde ein größeres Straßendorf.  Entlang der Straßen Midtballe, Østerballe und Overballe liegen offensichtlich bis heute die alten Höfe des Dorfes. Das Gasthaus des Dorfes Frøken Jensen besteht seit dem Jahr 1888.
1910 wurde die Bahnstrecke Wester Satrup–Schelde, die von Sottrup über Nübel und Broacker nach Schelde führte, von der Preußischen Staatsbahn in Betrieb genommen. Skelde kam im Zuge der Volksabstimmung in Schleswig (1920) zu Dänemark. Seitdem wird der Ortsname offiziell nicht mehr wie in der deutschen Zeit „Schelde“, sondern „Skelde“ geschrieben. Die wirtschaftlichen Handelsbeziehungen im Raume Flensburg veränderten sich durch die Grenzziehung erheblich. 1932 wurde die Bahnstrecke eingestellt. Das Bahnhofsgebäude blieb erhalten (Lage). Heute (2020) wohnen in Skelde ungefähr 280 Einwohner.

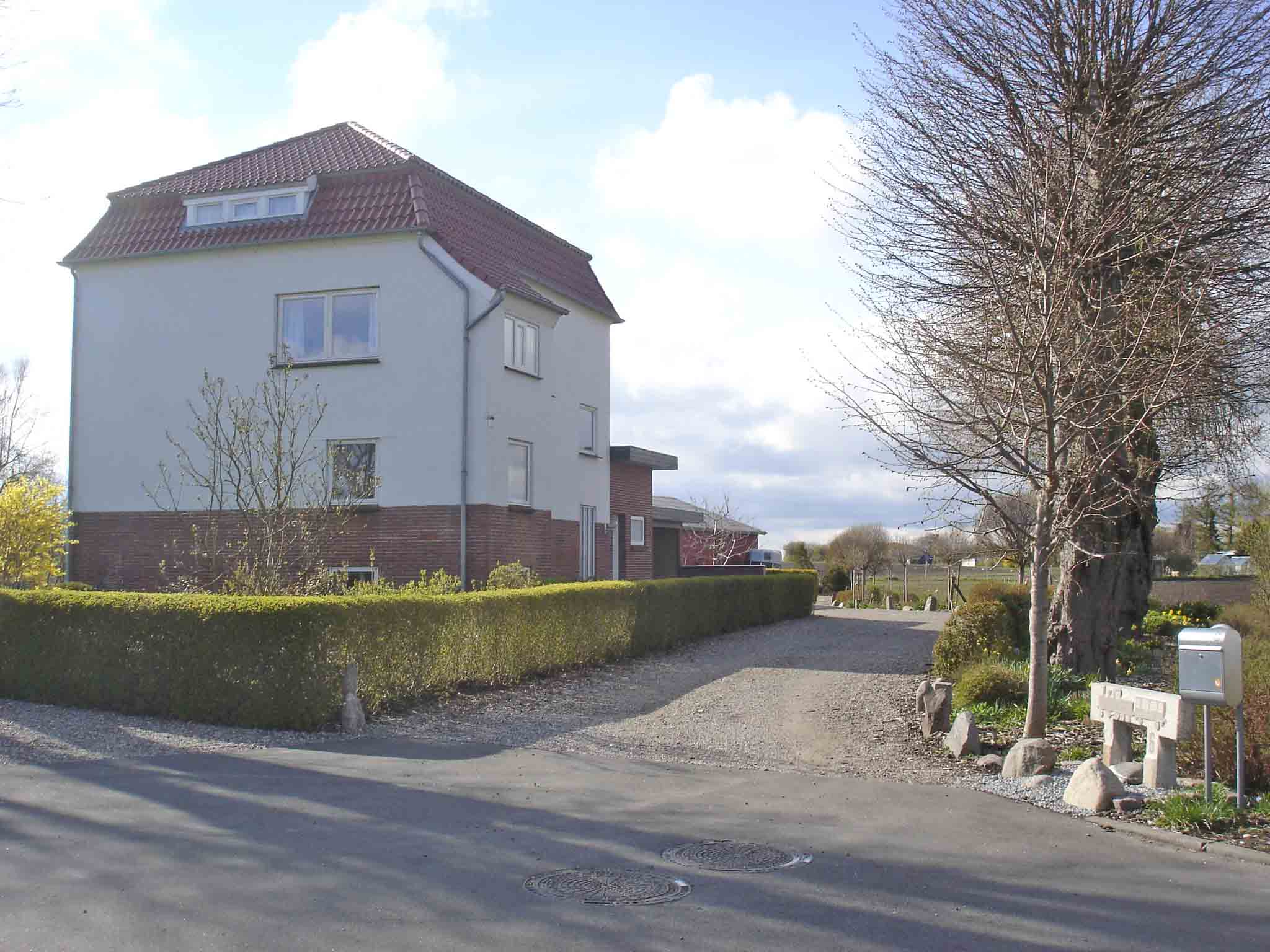
Das ehemalige Bahnhofsgebäude von Skelde
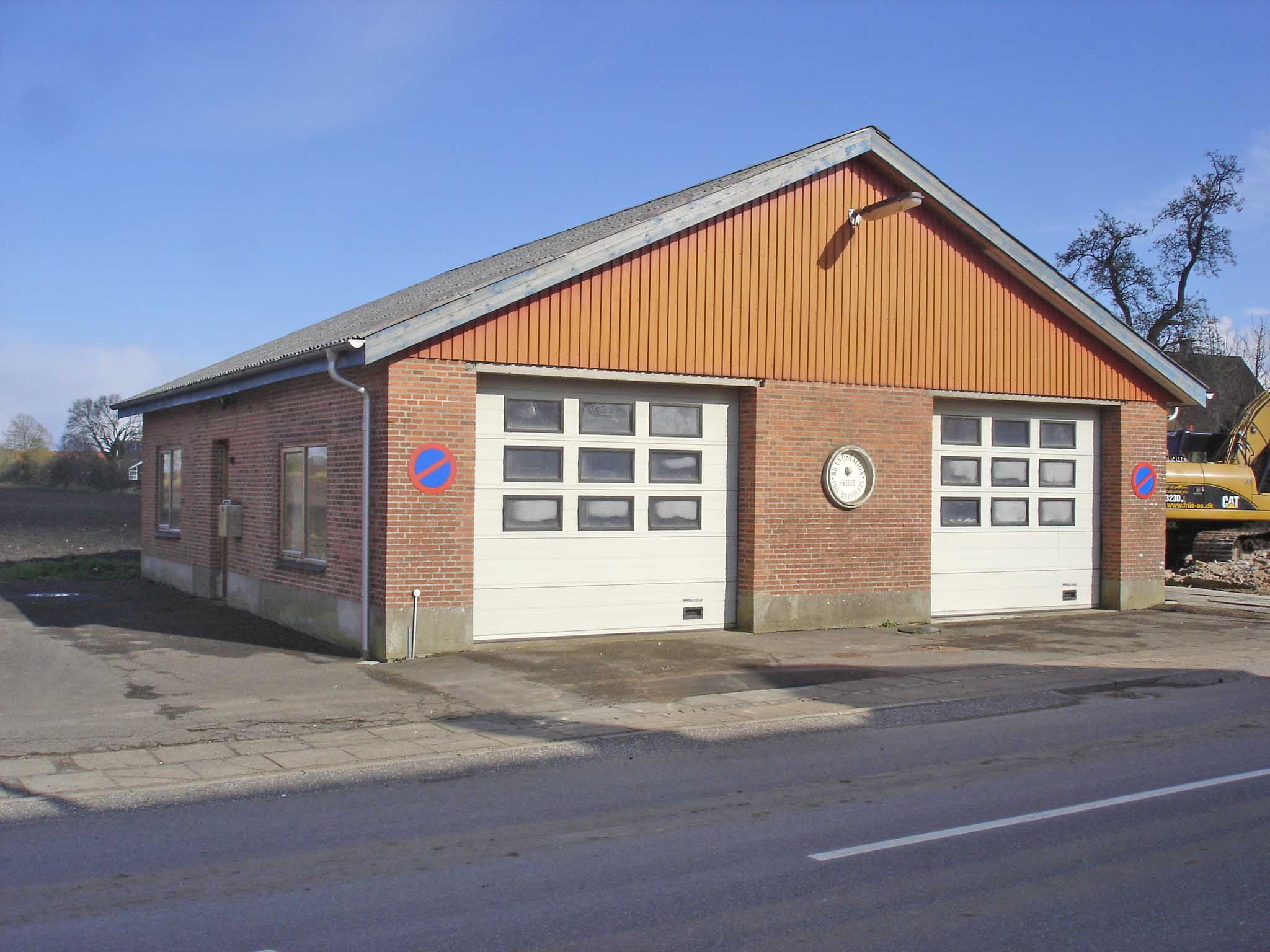
Feuerwehrhaus von Skelde
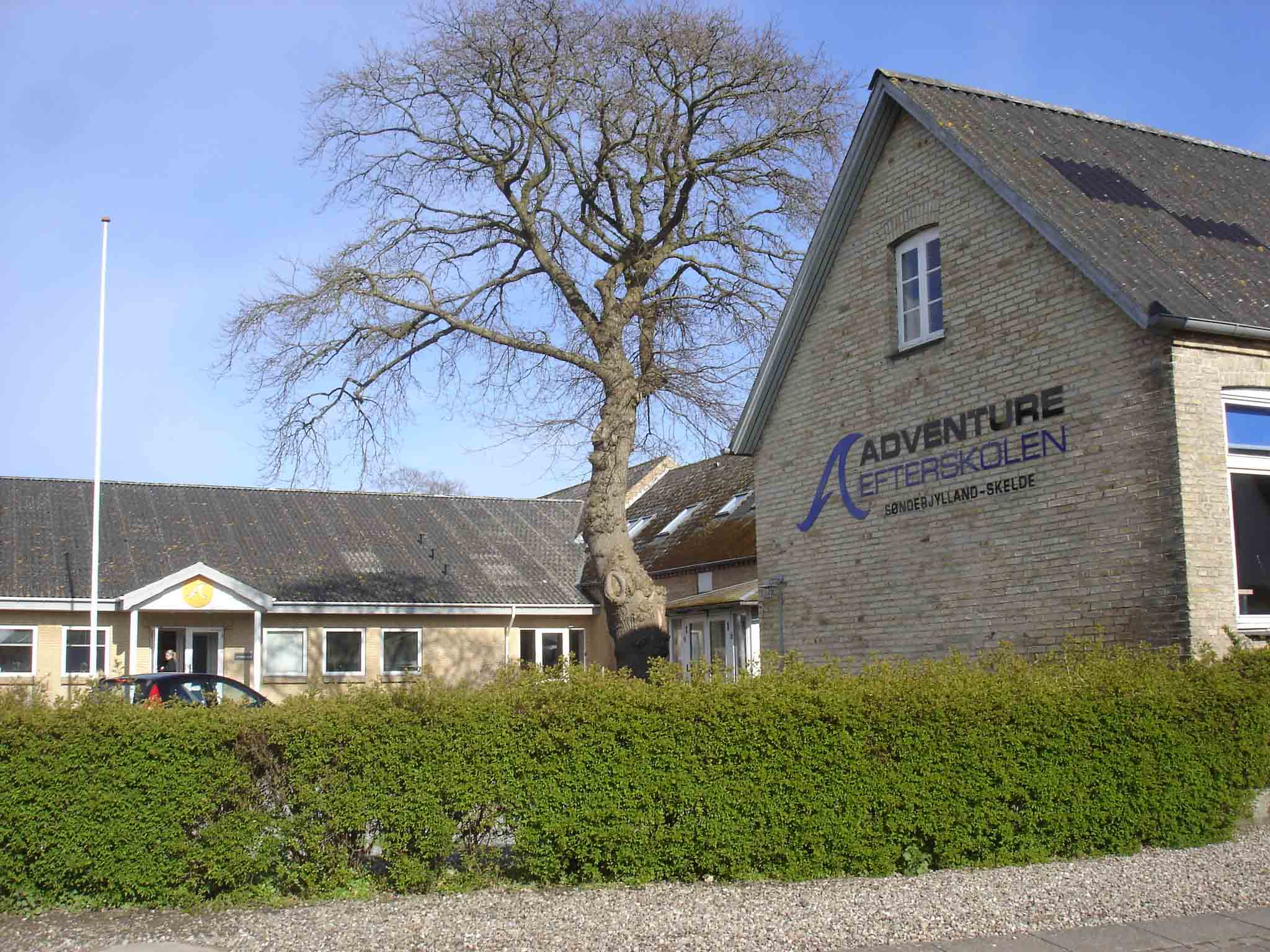
Die Adventure Efterskolen für Schüler der 8. bis 10. Klasse.
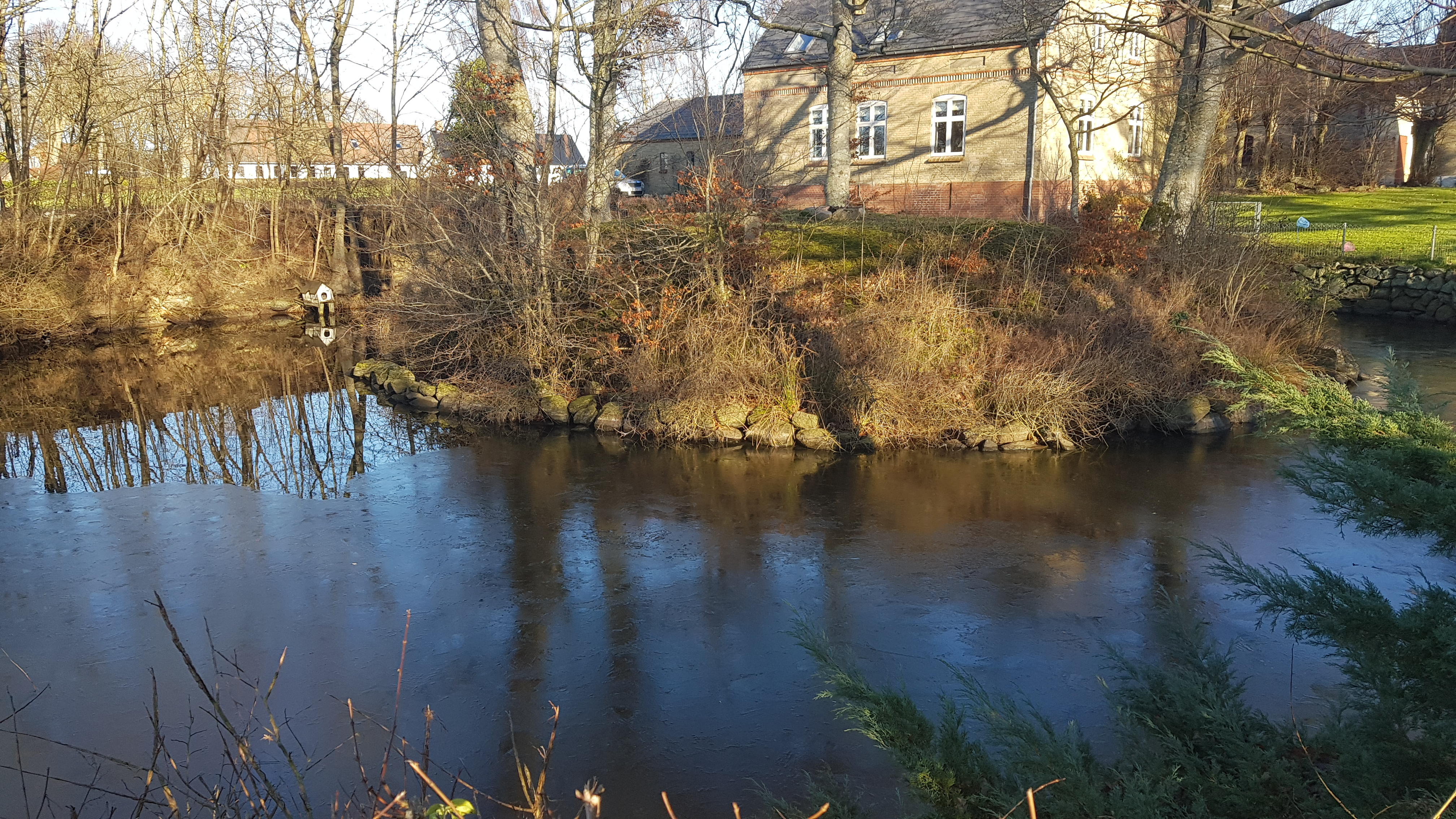
Turmhügelburg Skelde
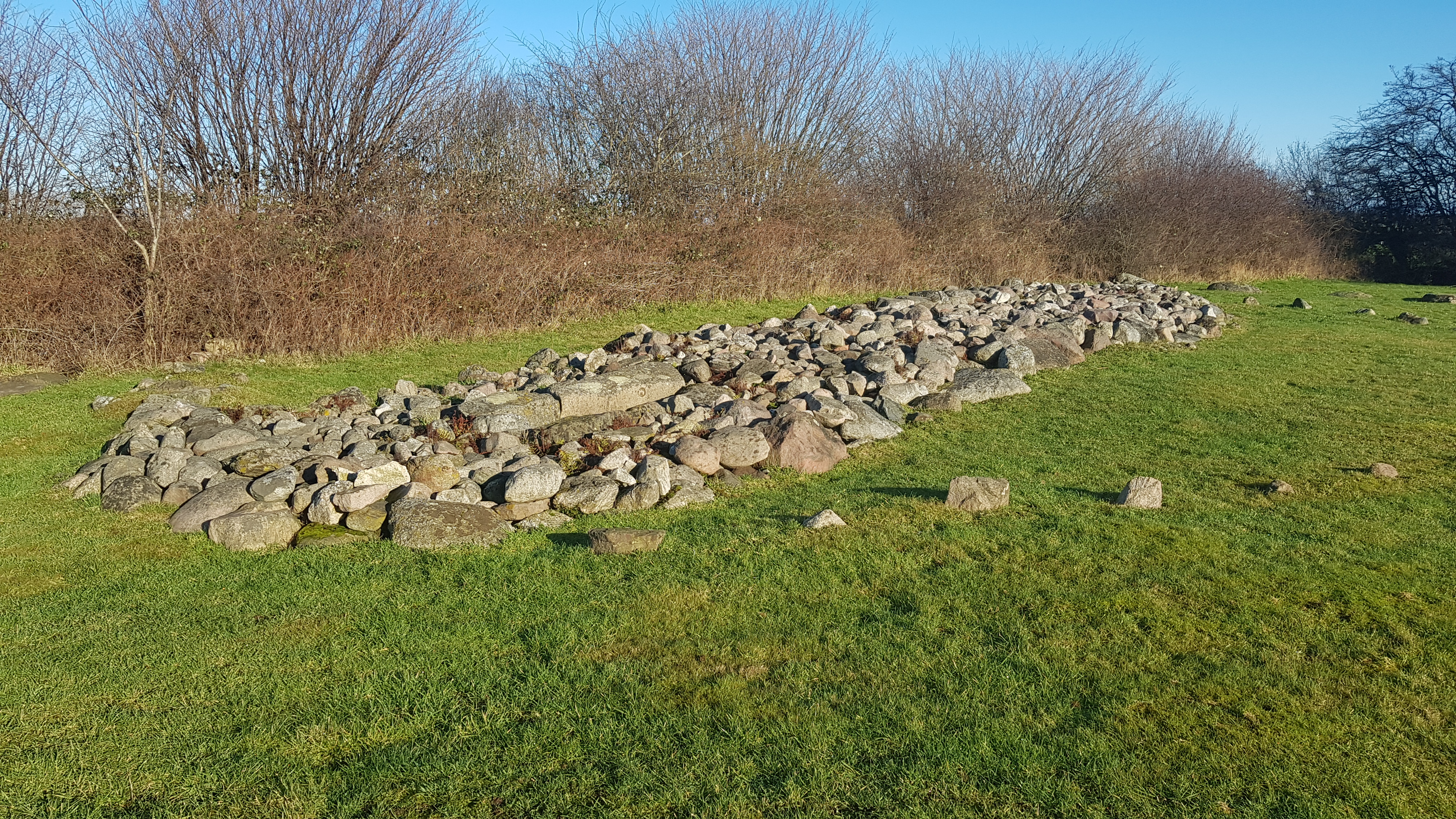
Langdysse von Skelde Overballe

## Turmhügelburg Skelde und Hof Skeldegård
Die Turmhügelburg liegt am Ende der Straße Overballe im Vorgartenbereich der Hofstelle Nummer 29 (Lage). Das genaue Alter der Turmhügelburg ist unklar. Die Turmhügelburg Skelde besteht aus einer kreisrunden Insel, die von einem Wassergraben umgeben ist. Im Umland von Flensburg entstanden im Laufe der Jahrhunderte zahlreiche Turmhügelburgen, wie beispielsweise die Burg Niehuus, die unter anderen als Schutz Flensburgs errichtet worden war. Auf der gegenüberliegenden Seite der Förde, bei Holnis, diente der Wahrberg als Beobachtungsposten auf die Förde, um die Bewohner im Falle von feindlichen Schiffen warnen zu können. – Unweit der Turmhügelburg Skelde liegt der Hof Skeldegård, der seit dem 16. Jahrhundert bezeigt ist und der ebenfalls einen Wassergraben besitzt.